# István Kovács (boxeador)
István Kovács (Budapest, 17 de agosto de 1970) es un deportista húngaro que compitió en boxeo.
Participó en dos Juegos Olímpicos de Verano, obteniendo dos medallas, bronce en Barcelona 1992 (51 kg) y oro en Atlanta 1996 (54 kg).
Ganó dos medallas de oro en el Campeonato Mundial de Boxeo Aficionado, en los años 1991 y 1997, y tres medallas en el Campeonato Europeo de Boxeo Aficionado entre los años 1994 y 1996.
En diciembre de 1997 disputó su primera pelea como profesional. En enero de 2001 conquistó el título internacional de la OMB en la categoría de peso pluma. En su carrera profesional tuvo en total 23 combates, con un registro de 22 victorias y una derrota.

## Palmarés internacional
| Juegos Olímpicos   | Juegos Olímpicos         | Juegos Olímpicos  | Juegos Olímpicos |
| Año                | Lugar                    | Medalla           | Categoría        |
| ------------------ | ------------------------ | ----------------- | ---------------- |
| 1992               | Barcelona (España)       | Medalla de bronce | 51 kg            |
| 1996               | Atlanta (Estados Unidos) | Medalla de oro    | 54 kg            |
| Campeonato Mundial |                          |                   |                  |
| Año                | Lugar                    | Medalla           | Categoría        |
| 1991               | Sídney (Australia)       | Medalla de oro    | 51 kg            |
| 1997               | Budapest (Hungría)       | Medalla de oro    | 57 kg            |
| Campeonato Europeo |                          |                   |                  |
| Año                | Lugar                    | Medalla           | Categoría        |
| 1991               | Gotemburgo (Suecia)      | Medalla de oro    | 51 kg            |
| 1993               | Bursa (Turquía)          | Medalla de bronce | 54 kg            |
| 1996               | Vejle (Dinamarca)        | Medalla de oro    | 54 kg            |